# Adolf Gustav Seifert
Adolf Gustav Seifert, auch Adolf Seifert,  (* 6. Dezember 1861 in Zwickau, Sachsen; † 20. November 1920) war Geschäftsführer vom Schedewitzer Konsumvereins und ab 1902 Geschäftsführer der Großeinkaufs-Gesellschaft Deutscher Consumvereine m. b. H. (GEG), Mitglied des Ausschusses des Zentralverbandes deutscher Konsumvereine.

## Leben
Adolf Seifert erlernte den kaufmännischen Beruf. Vom 1. Oktober 1886 an war er Geschäftsführer des Schedewitzer Konsumvereins, Schedewitz (Sachsen). Er war eine der treibenden Persönlichkeiten für die Gründung einer Einkaufsgesellschaft für die Konsumgenossenschaften. Bei der Errichtung der Großeinkaufs-Gesellschaft Deutscher Consumvereine im Jahr 1894 zeichnete er für seinen Konsumverein Schedewitz zur Stammeinlage mit 3.000 Mark den höchsten Betrag aller deutschen Konsumvereine. Von 1895 bis 1902 war er Mitglied des Aufsichtsrates dieser konsumgenossenschaftlichen Waren- und Wirtschaftszentrale, in den letzten Jahren als Vorsitzender des Aufsichtsrates. 
Im Jahr 1899 unternahm er mit sechs anderen Aufsichtsratsmitgliedern der GEG, ihrem Geschäftsführer Ernst August Scherling und einem weiteren Konsumgenossenschafter auf Einladung der Co-operative Wholesale Society Limited (C.W.S) eine Englandreise, um die Organisation und Betriebe der C.W.S. kennenzulernen.
Von 1902 bis 1920 war er Geschäftsführer der Großeinkaufs-Gesellschaft Deutscher Consumvereine.
Ab 1914 gehörte er bis 1920 dem Ausschuss des Zentralverbandes Deutscher Konsumvereine an.
Bei der Gründung der Volksfürsorge Gewerkschaftlich-Genossenschaftliche Versicherungsaktiengesellschaft wurde er zum stellvertretenden Aufsichtsrat dieser Gesellschaft gewählt.
Seifert war ein vorsichtiger Kaufmann, der gewagte Spekulationen und unsichere Experimente ablehnte. In der Geschäftsführung der GEG galt er als Gegengewicht mit mäßigendem Einfluss auf den vorwärtsstürmenden Draufgänger Heinrich Lorenz.